# 董强 (1967年)
董强（1967年—），北京大学法语系主任，教授，博士生导师，翻译家，傅雷翻译出版奖评委会主席。主要译作有米兰·昆德拉的《小说的艺术》、《身份》 等。

## 生平
1987年毕业于北京大学西语系。1988年10月，他以全国第一名的成绩，通过一个法中教育部的合作项目进入巴黎第八大学进修。期间在社会科学高等学院跟随昆德拉学习到了1995年。1998年起，在法国国立东方语言文化学院担任讲师，讲授中西方文论比较。2001年2月，回北京大学工作，任外国语学院法语系主任、教授、博士生导师。2009年与法国驻华使馆合作，创办“傅雷翻译出版奖”，担任评委会主席至今。

## 荣誉

### 外国勋章奖章
- 学术棕榈骑士勋章（法国，2008年[4]）
- 荣誉军团骑士勋章（法国，2015年1月29日于北京颁发[4]）

### 相關評價
- 2024年3月25日，電影《墜落的審判》在北京大學百週年紀念講堂舉辦中國首映禮，董強涉及性別的發言引起了爭議。[5]

### 其他
- 1998年，被法国《费加罗》杂志评为“年度杰出华人”。[1]
- 2013年6月，荣获法兰西学院最为重要的奖项之一——“法语国家联盟金奖”（La Grande médaille de la Francophonie）。[6]
- 2016年5月，荣获比利时法语布鲁塞尔自由大学荣誉博士。[3]
- 2016年10月，当选法兰西道德与政治学院综合学科类终身通讯院士，也是该学院两百余年内首位华人通讯院士。[7]